# Geolycosa nolotthensis
Geolycosa nolotthensis este o specie de păianjeni din genul Geolycosa, familia Lycosidae. A fost descrisă pentru prima dată de Simon, 1910. Conform Catalogue of Life specia Geolycosa nolotthensis nu are subspecii cunoscute.